# Poldergebied Overvecht
Poldergebied Overvecht is een buurt in de wijk Overvecht in Utrecht. In 2023 telde het 265 inwoners.

## Ligging
Het ligt ten noordoosten van de Karl Marxdreef en Albert Schweitzerdreef, die beiden onderdeel zijn van de Ring Utrecht.

## Bijzonderheden
Het poldergebied bestaat feitelijk uit de Gageldijk en bevat boerderijen die ontsnapt zijn aan de honger van de stadsuitbreiding. Het gebied behoort nu tot het Noorderpark een groenzône tussen Utrecht en Hilversum.

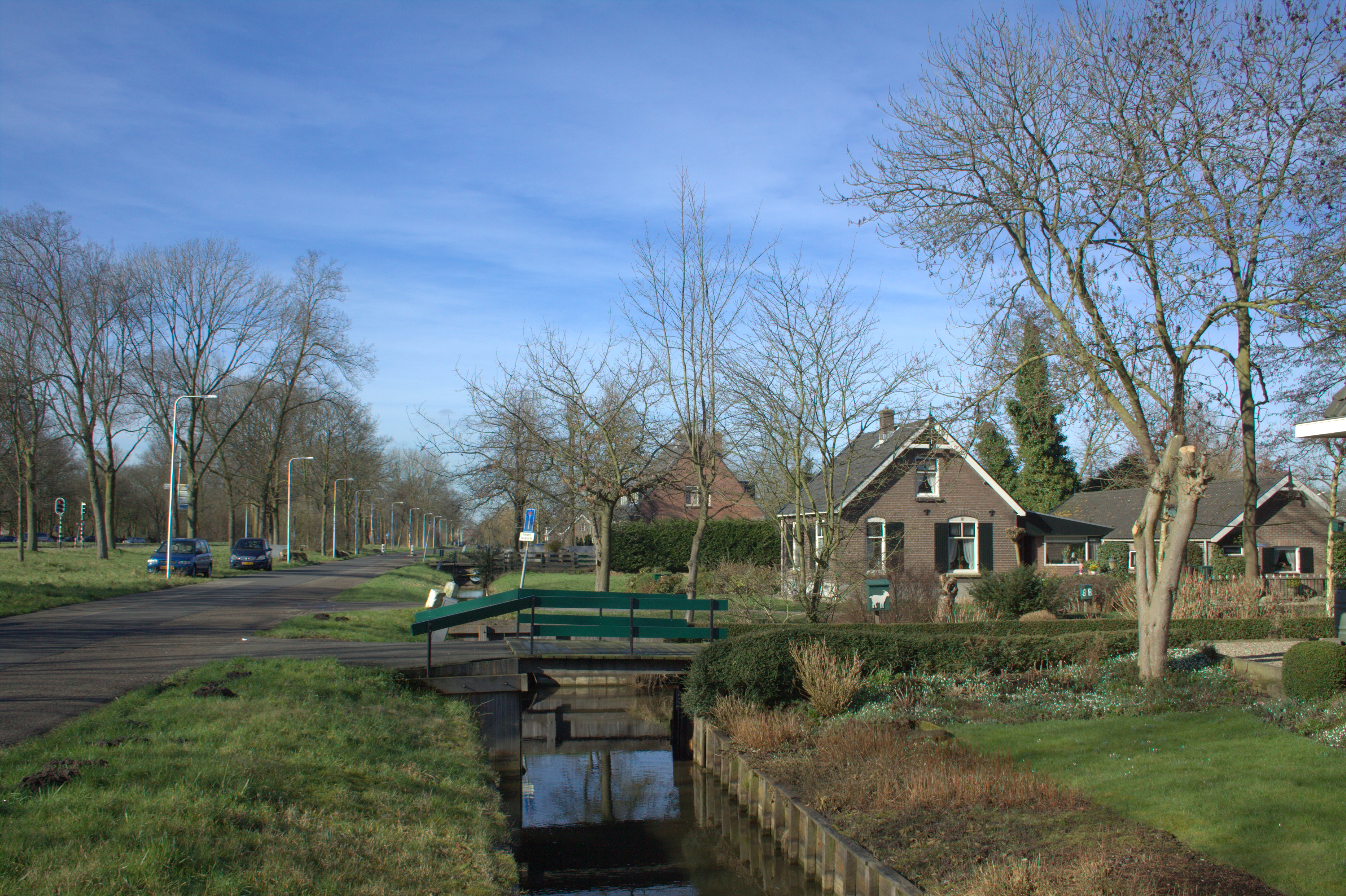
De Gageldijk

Amazone- en Nicaraguadreef en omgeving · Bedrijventerrein Nieuw Overvecht · Neckardreef en omgeving · Poldergebied Overvecht · Taag- en Rubicondreef en omgeving · Tigris- en Bostondreef en omgeving · Wolga- en Donaudreef en omgeving · Zamenhofdreef en omgeving · Zambesidreef en omgeving